# Oracle Forms
Oracle Forms — программное обеспечение для создания экранов управления базой данных Oracle. Это интегрированная среда разработки, включающая навигатор объектов, список свойств и редактор кода, который использует язык PL/SQL. Изначально ПО разрабатывалось для запуска программ на стороне сервера в формате текстового терминала. Сейчас ПО может портироваться на разные платформы, включая Windows, Java, и работать в режиме клиент-сервер.
Главное назначение ПО — создание прикладных систем на основе баз данных Oracle.

## Программное обеспечение
Oracle Forms продаётся как независимый программный продукт. Сейчас они включены в пакет Oracle Developer Suite который включает Oracle Reports и JDeveloper. Ранее этот пакет был известен как Developer 2000 или D2K and Oracle IDE (Integrated Development Environment или Интегрированная среда разработки). Оракл позиционирует это ПО как инструмент ускоренной разработки приложений.

## Как они работают
Oracle Forms получают доступ к базе данных Oracle и генерируют экранные формы отражающие данные базы. Форма в исходнике (*.fmb) компилируется в выполнимую форму (*.fmx) которая может запускаться независимо из модуля запуска форм. Форма используется для отображения и редактирования данных в приложениях, управляющих базой данных. Некоторые элементы графического интерфейса пользователя GUI такие как кнопки, меню, области прокрутки и графики могут быть размещены на форме.
Окружение позволяет обращаться к базе в режиме чтения, создания и редактирования данных. Это сокращает потребности программы в целом и избавляет от выполнения рутинных действий подобных созданию динамического SQL, запросу полей и выставлению блокировок.
Как и во всех обычных интерфейсах, управляемых событиями, ПО выполняет функции привязанные к событиям, называемые триггерами, вызывает триггеры, которые
- автоматически отрабатывают в определенные моменты работы с записями,
- обрабатывают нажатие клавиш и движение мышкой.

При инициализации триггера определяется то, что будет выполнено данной операцией. В связи с этим программирование Oracle Forms заключается в том, чтобы надлежащим образом изменить начальные действия триггеров. Некоторые триггеры, предусмотренные программистом, заменяют стандартные действия тогда как другие — расширяют их.
В результате применения подобного подхода, становится возможным создание нескольких стандартных форм, которые бы реализовывали полную функциональность базы данных, пока не содержится вообще никакого кода, написанного программистом.

## Форматы файлов
- .FMB — Файл формы, построенной в Forms Builder
- .FMX — Файл формы, сгенерированной для выполнения в RunForms
- .PLL — Файл пользовательской библиотеки
- .PLX — Файл сгенерированной пользовательской библиотеки для использования в сессии RunForm
- .MMB — Файл пользовательского меню построенного в Forms Builder
- .MMX — Файл меню, сгенерированного для выполнения в сеансе RunForm